# Печать царя Соломона

Печать Соломона

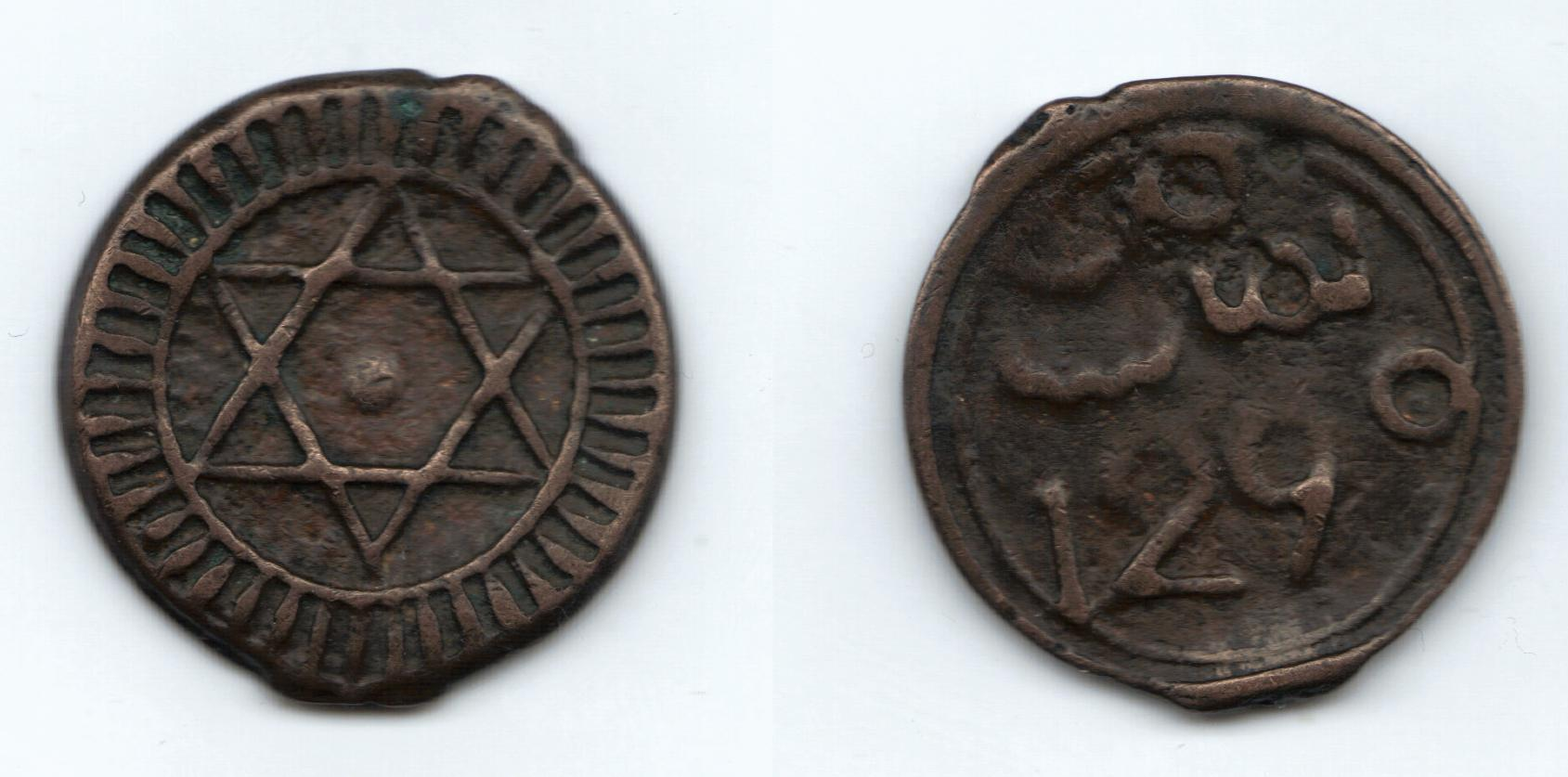
Печать Соломона на монете Марокко

Тайная печать Соломона в гримуаре XVII века Малый ключ Соломона.

Печать царя Соломона (ивр. חותם שלמה‎, араб. خاتم سليمان‎) — в еврейских и исламских средневековых легендах, а также в христианской Средневековой Европе печатью Соломона называется символ из двух наложенных друг на друга равносторонних треугольников (Звезда Давида), помещённый на легендарном перстне-печатке царя Соломона, который давал ему власть над джиннами и возможность разговаривать с животными.
Соломону удалось связать и запечатать 72 демона-князя с их легионами в медном сосуде. После он командовал этими духами по своему усмотрению. По легенде Соломону удалось выведать у духов много тайных знаний, которые он применил в своей жизни. С помощью этой печати Соломон снискал внимание и доброе отношение многих людей, сумел выиграть сражения и остался невредим в битвах.
Известно множество типов истолкований этих легенд. По одной из них, на перстне было размещено имя Бога и четыре камня, по другой, — символ, известный сейчас как «Звезда Давида» вписанный в круг, а между её лучами размещаются точки, либо какие-то другие символы. Например шестилепестковые розетки, цветки с седьмым элементом в центре, известны по орнаментике древней Месопотамии, Египта и Эллады. В Средние века их стали называть «семикружковой печатью» и тоже связали с печатью Соломона. В христианстве печать истолковывалась, как знак «семи веков мировой истории», находящихся под управлением Архангелов и связанных с «семью планетами». Архангел Михаил в качестве Архангела Солнца считается главой правления и олицетворяет квинтэссенцию (пятый элемент) центра печати. Остальные шесть располагаются вокруг него. В мусульманском мире шестиконечная звезда в круге с точками считается символом мудрости и помещается на предметы обихода и интерьера. В Марокко, например, печать Соломона помещалась на монеты. В настоящее время «Звезда Давида» и «Печать Соломона» иногда считаются одним символом. «Скрытую печать» многие мистики находили и находят замаскированной на многих произведениях искусства — алтарных картинах, статуях, в рисунках и гравюрах эпохи Средневековья и Возрождения. Изображения семикружковой печати можно видеть в центре лабиринтов, например в лабиринте пола собора в Шартре. Мистическое значение печати Соломона связано также с легендой о строительстве Храма Соломона в Иерусалиме.

## Печать царя Соломона в христианской традиции
«Печать царя Соломона» (также встречается название «Печать царя Льва Премудрого») широко распространена в кириллической транслитерации в славянской (особенно русской) рукописной традиции XV—XIX веков и в лубочных картинках XVIII—XIX веков. Старейший русский список датируется между 1408 и 1423 годами (Псалтирь Толковая с дополнительными статьями, переписанная в Димитриевом Прилуцком мон-ре.- ЯИАМЗ. № 15231). Позднейшие списки весьма многочисленны, в особенности начиная с XVII века. Сохранился скопированный рукой Востокова А. Х. рисунок «печати премудрого царя Соломона».
Печать представляет собой квадрат 5х5 клеток со вписанными в клетки буквами
с а т о р
а р е п о
т е н е т
о п е р а
р о т а с
И дополнительными буквами и цифрами внутри каждой клетки.
В западной традиции так называемый квадрат или палиндром SATOR.
С XVII века печать начала использоваться как магический амулет и заклинание против разных недугов, например, бешенства. В старшем русском списке (и ряде младших) содержание «магического квадрата» («Печати Соломона») истолковывается как символическое обозначение гвоздей, вбитых при Распятии в руки и ноги Спасителя. В списках XVII—XIX веков встречается рекомендация использовать текст «rotas-формулы» в качестве молитвы от укуса бешеной собаки. В списках XVIII—XIX веков и современной им лубочной гравюре текст «расшифровывается» как акростих виршей о сотворении мира и человека, всемирном потопе, пришествии в мир спасителя и его распятии, известных в нескольких вариантах.

## Печать царя Соломона в мусульманской традиции
В исламской культуре печать царя Соломона известна как печать или кольцо пророка Сулеймана («Мухр-и Сулейман» или «Хатам-и Сулейман»). По преданию, с помощью кольца Сулейман повелевал животными и джиннами. Отправляясь в комнату для омовения, он снимал кольцо и отдавал его на хранение или своему визирю Асафу, или жене Амине. Однажды, когда Сулейман отдал кольцо своей жене, джинн (ифрит или дэв), приняв его облик, забрал перстень. Когда же сам царь стал просить вернуть кольцо, то был объявлен самозванцем и изгнан из дворца. Сулейман стал жить в прибрежном городе, работая грузчиком у рыбаков. Чтобы кольцо не попало в чужие руки, по прошествии 40 лет дэв бросил его в море, но против него тут же восстали животные и джинны, растерзав самозванца. В это время рыбак, у которого работал Сулейман, дал ему в качестве платы рыбу. Когда вечером, желая приготовить её на ужин, Сулейман разрезал рыбе брюхо, то нашел свой перстень, надел его на палец и отправился во дворец. После этого он жил прежней жизнью и завершил свою пророческую миссию. На этом предании основывается бытующая в мусульманском мире пословица: «У кого печать — тот и Сулейман». В исламской эсхатологии существует образ животного Даббат аль-ард, которое выйдет из-под земли перед Судным днём. Посохом пророка Мусы оно будет ставить на лицо праведникам белую точку, а с помощью кольца Сулеймана будет помечать чёрной точкой лица неверных и грешников. Постепенно точки разрастутся и лица праведников станут белыми, а лица грешников — чёрными.